# Kovalivka, Krînîcikî
Kovalivka (în ucraineană Ковалівка) este un sat în comuna Andriivka din raionul Krînîcikî, regiunea Dnipropetrovsk, Ucraina.

## Demografie
Componența lingvistică a localității Kovalivka
     Ucraineană (98,57%)
     Alte limbi (1,42%)
Conform recensământului din 2001, majoritatea populației localității Kovalivka era vorbitoare de ucraineană (98,57%), existând în minoritate și vorbitori de alte limbi.